# Apogonichthyoides uninotatus
Apogonichthyoides uninotatus és una espècie de peix pertanyent a la família dels apogònids.

## Descripció
- Pot arribar a fer 5,5 cm de llargària màxima.
- Cos fosc i amb tons marrons rogencs.
- Presenta una taca negrosa i rodona a mig camí entre la línia lateral i l'aleta pectoral.
- 8 espines i 9 radis tous a l'aleta dorsal i 2 espines i 8 radis tous a l'anal.[5][6]

## Hàbitat
És un peix marí, pelàgic-nerític i de clima tropical.

## Distribució geogràfica
Es troba al Pacífic occidental central: les illes Filipines.

## Observacions
És inofensiu per als humans.